# ادفو
ادفو شهر و شهرستانی در استان اسوان مصر است. معبد هوروس از مهم‌ترین اماکن توریستی این شهر است.

## نگارخانه

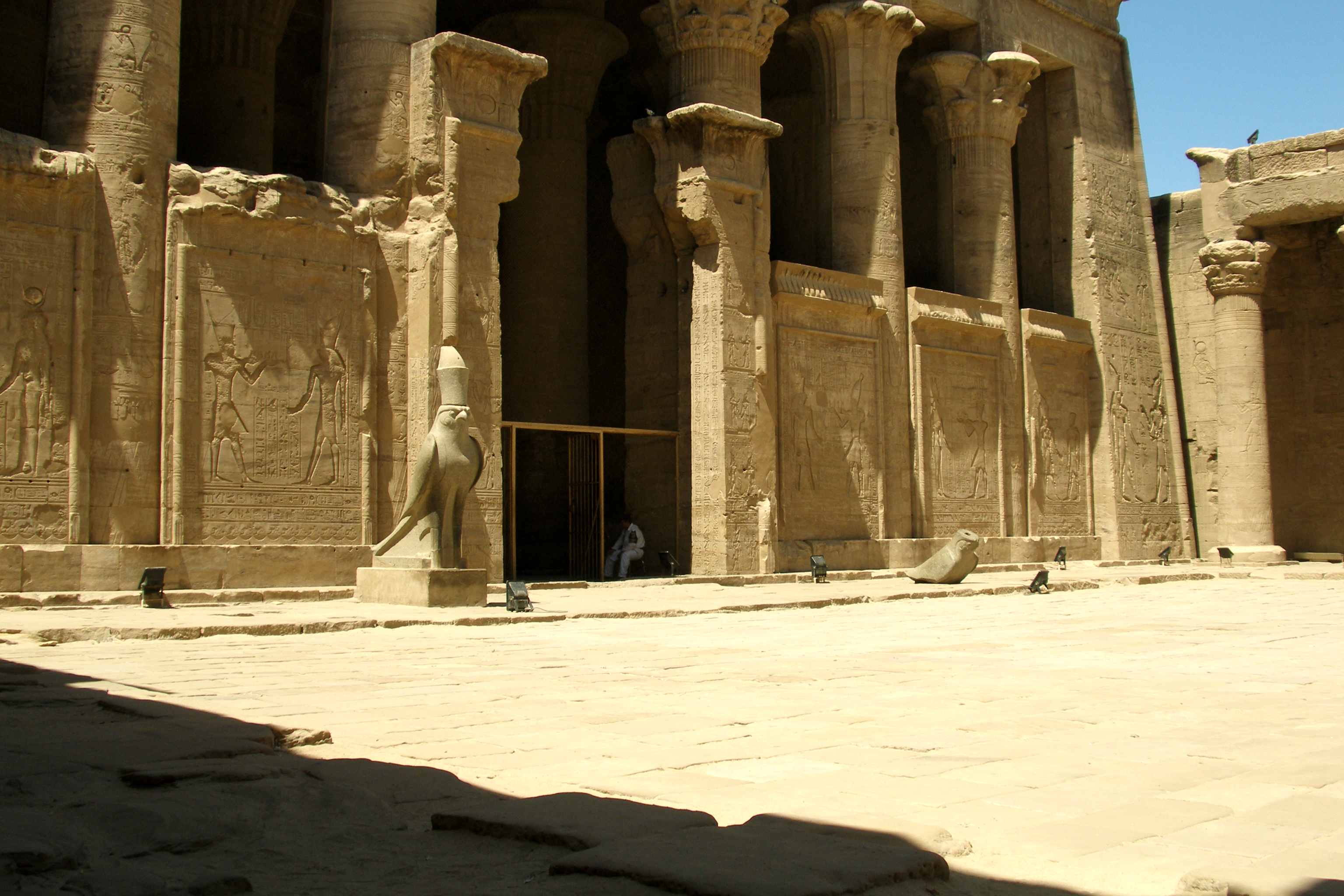
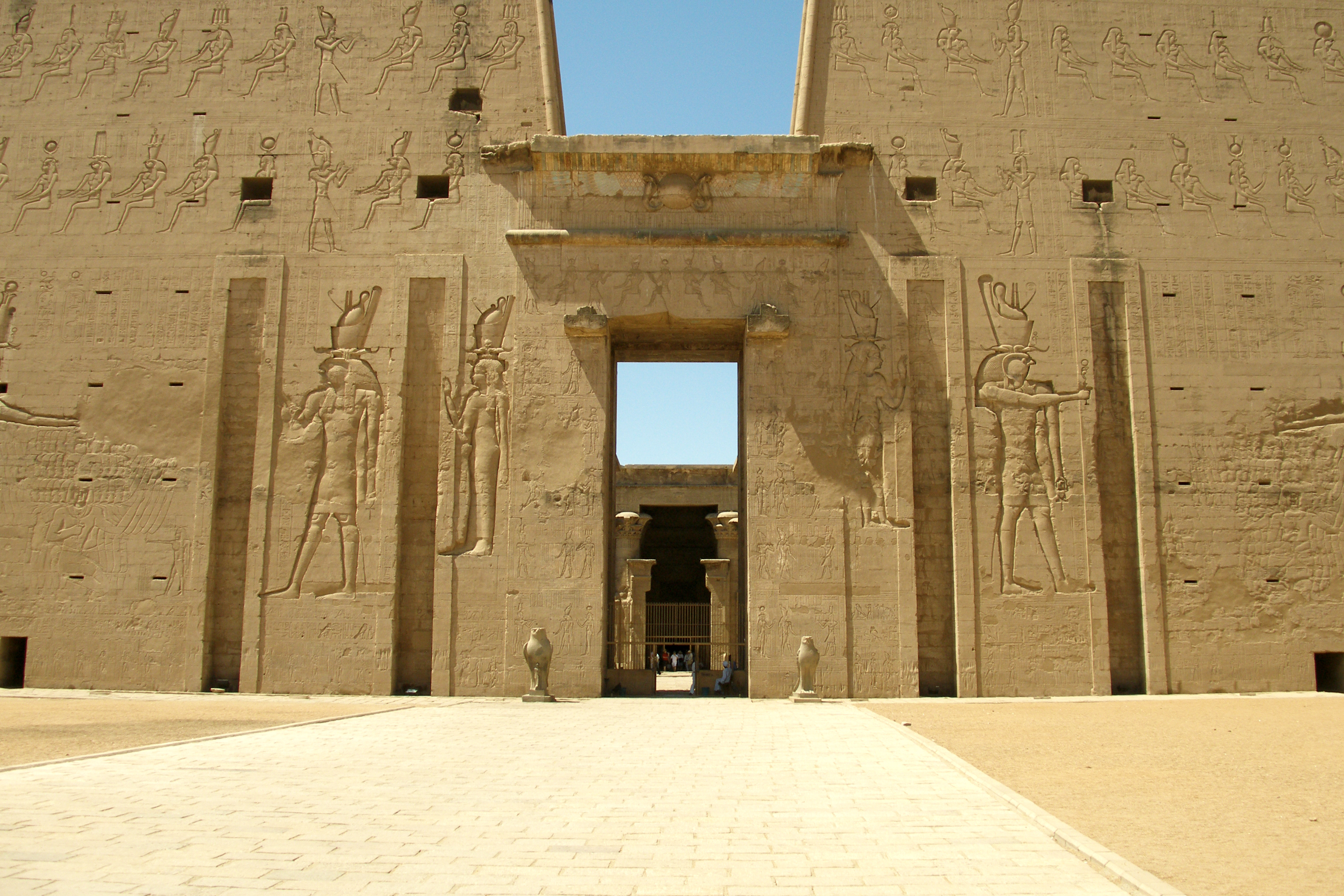
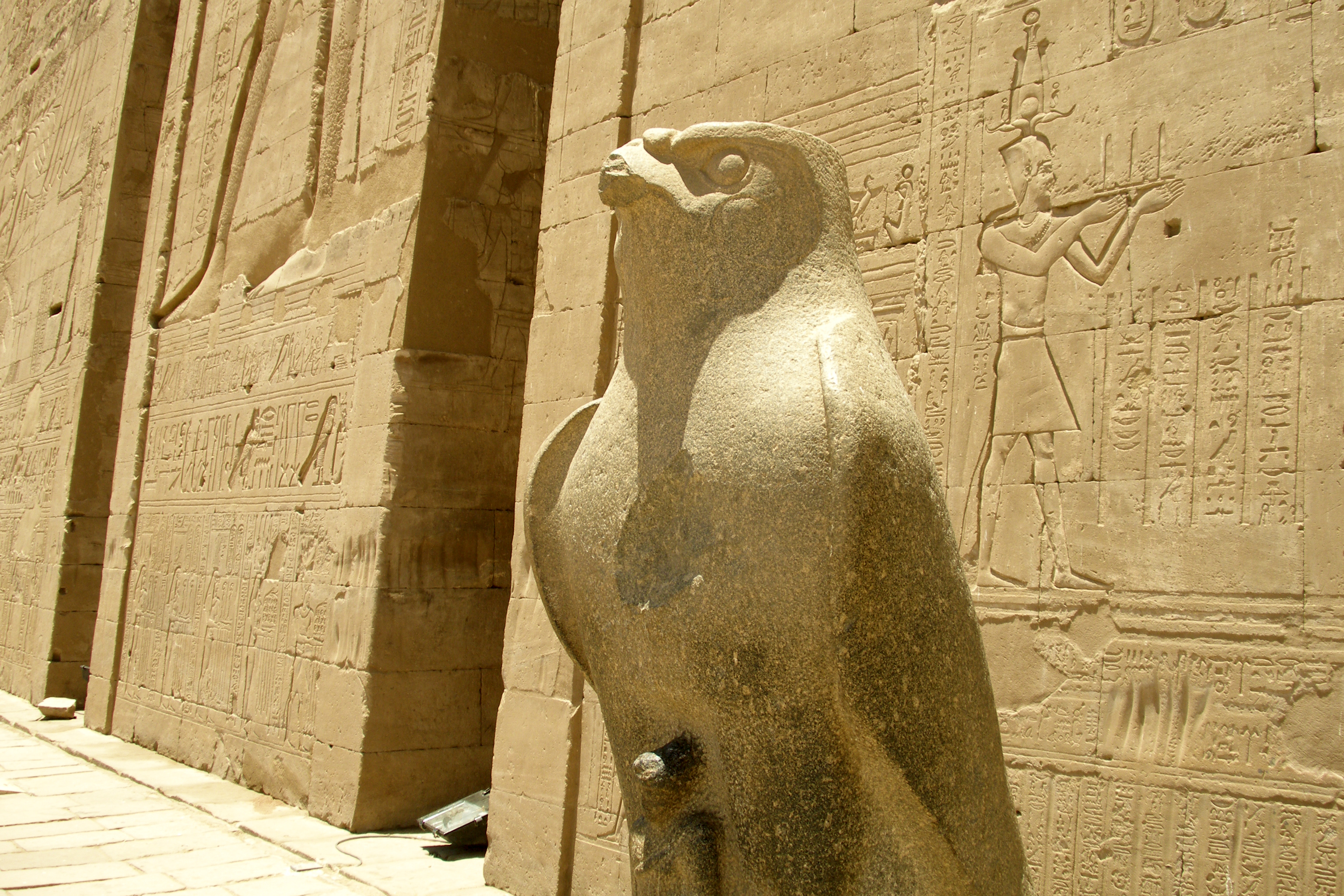
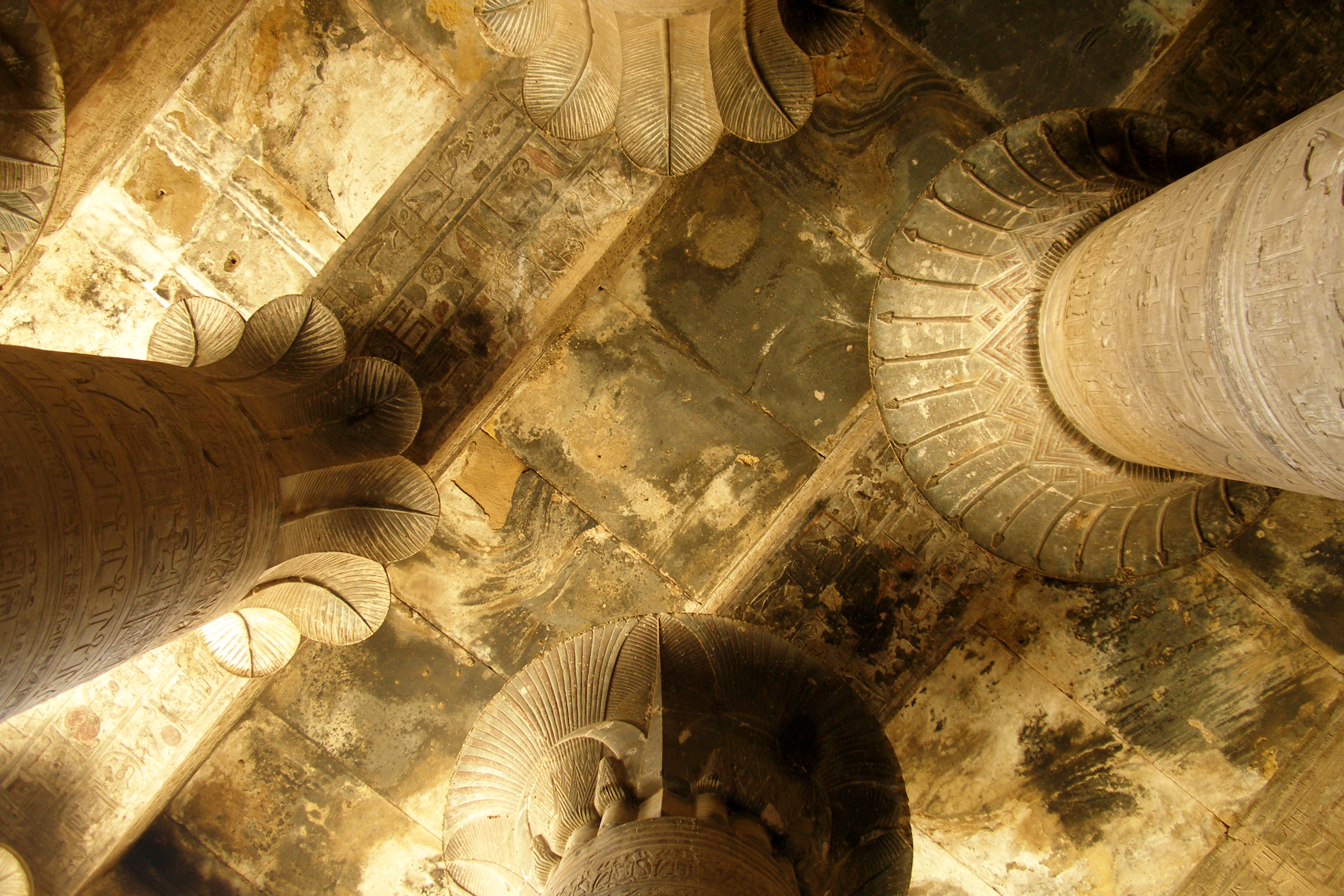
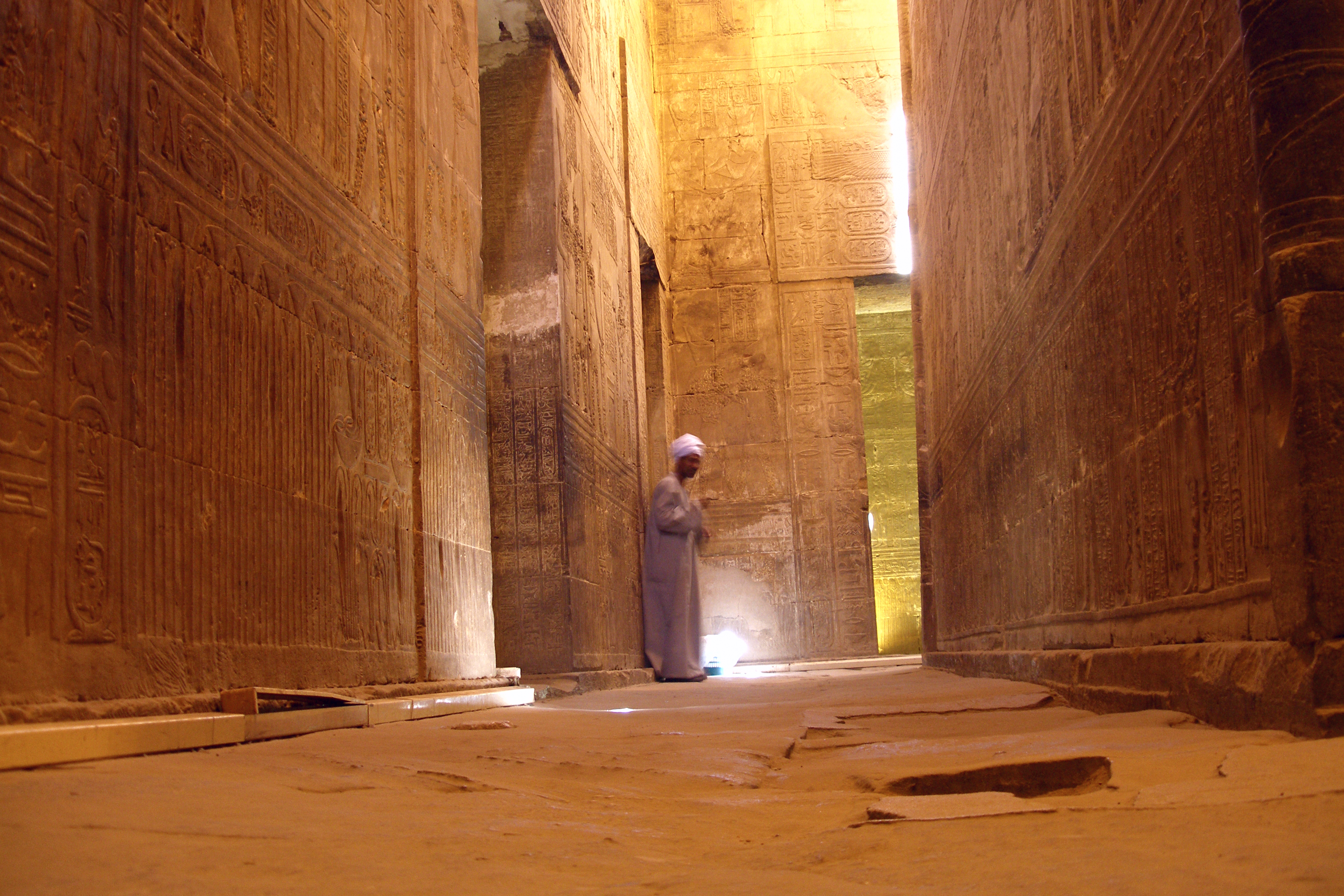
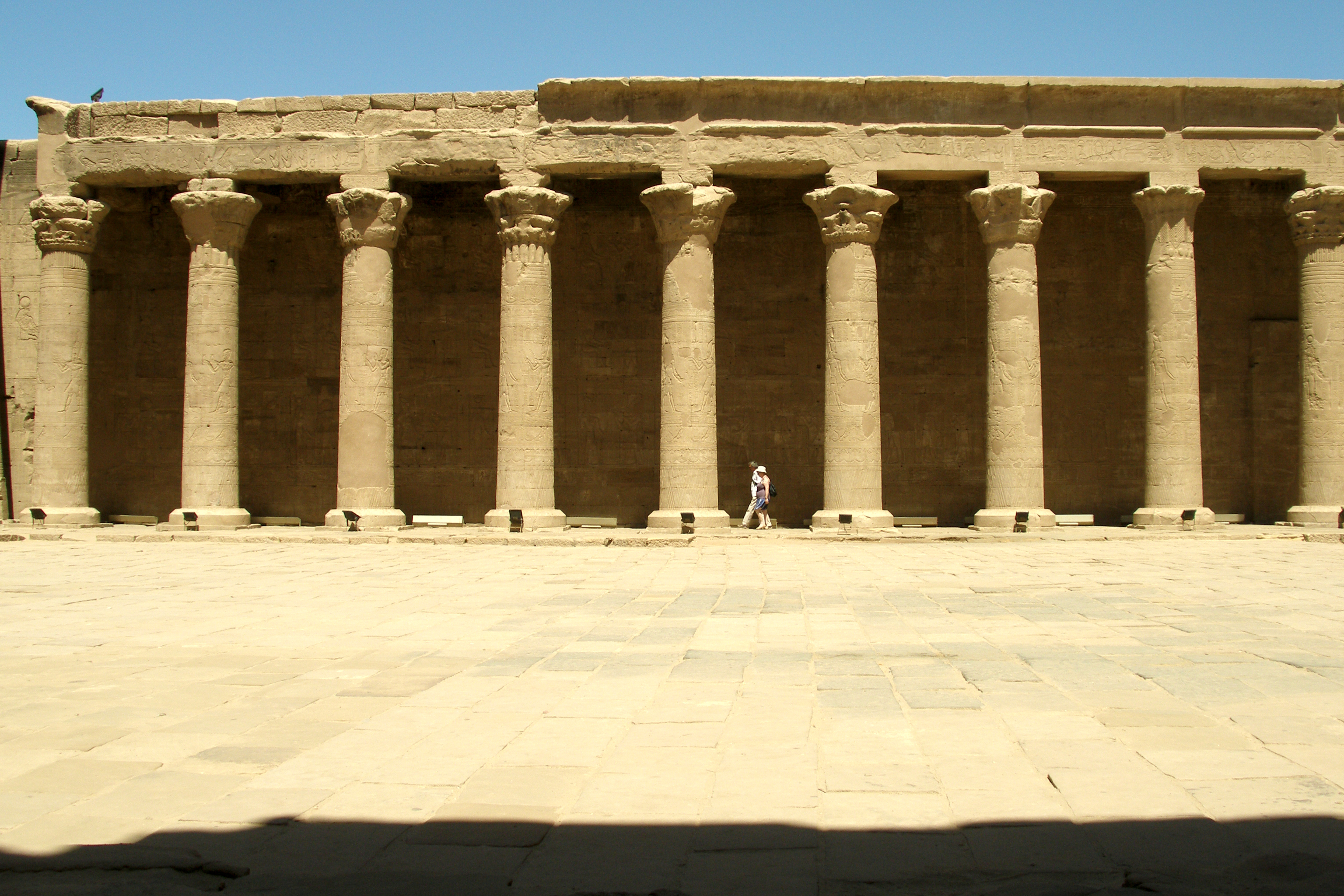
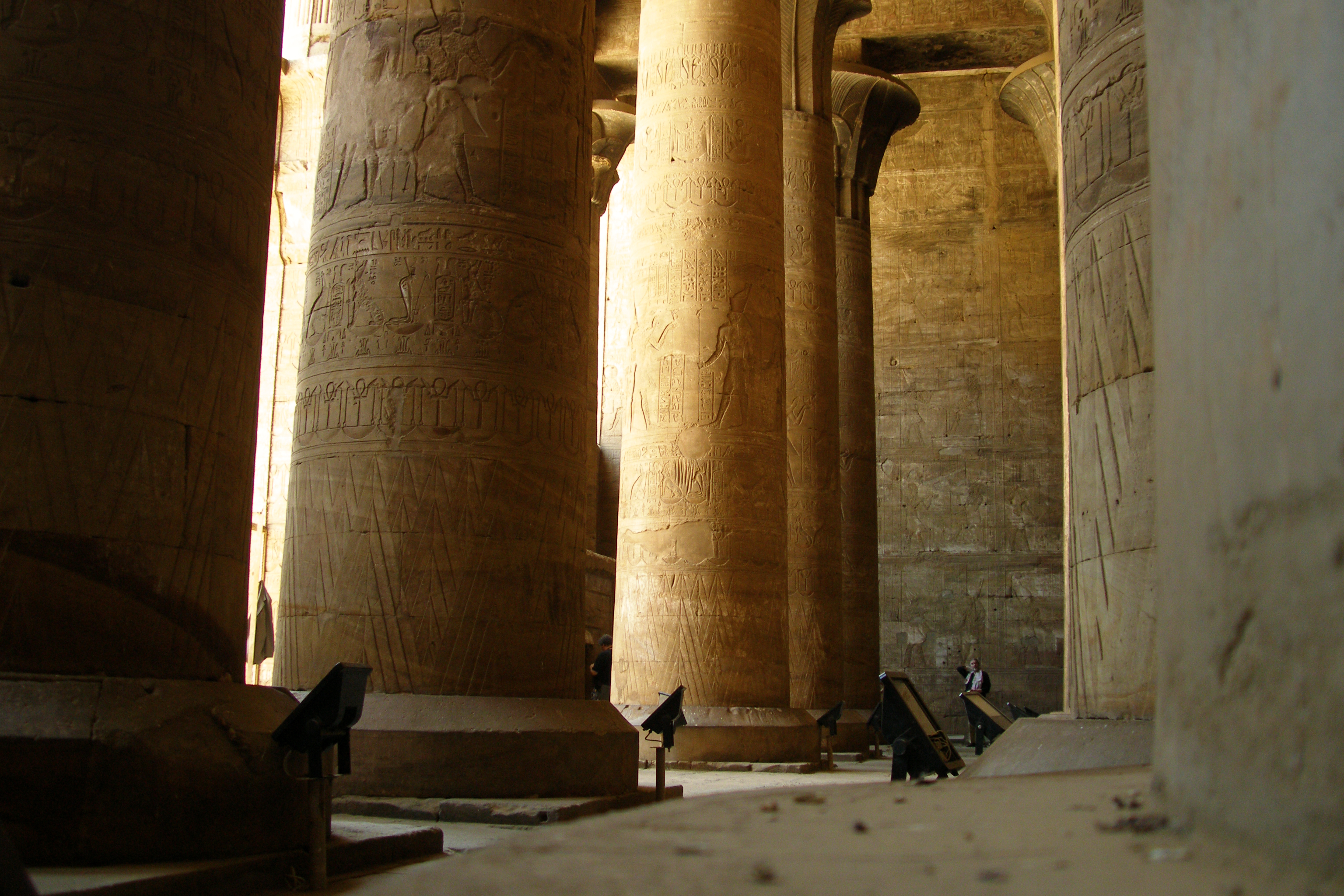
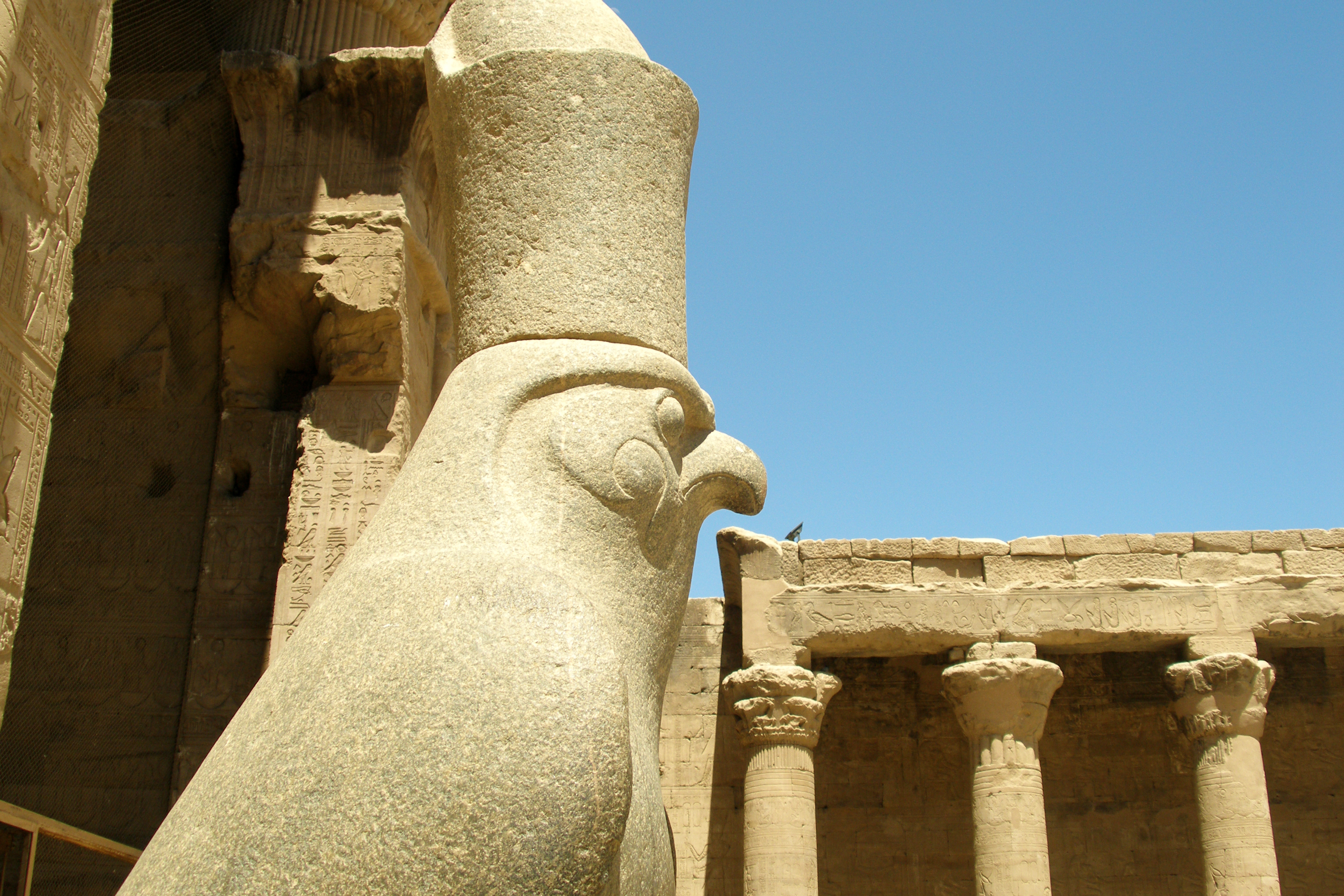
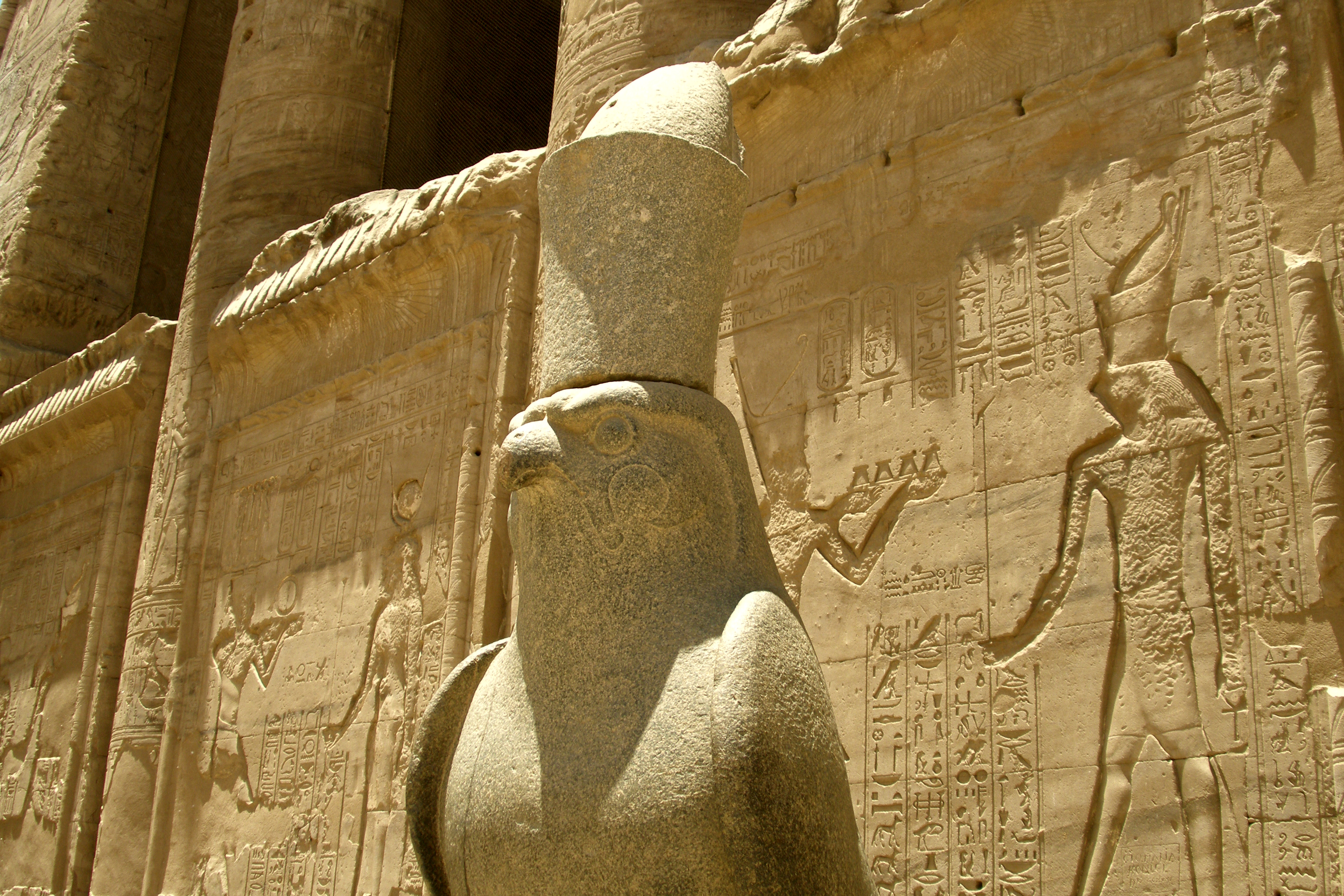
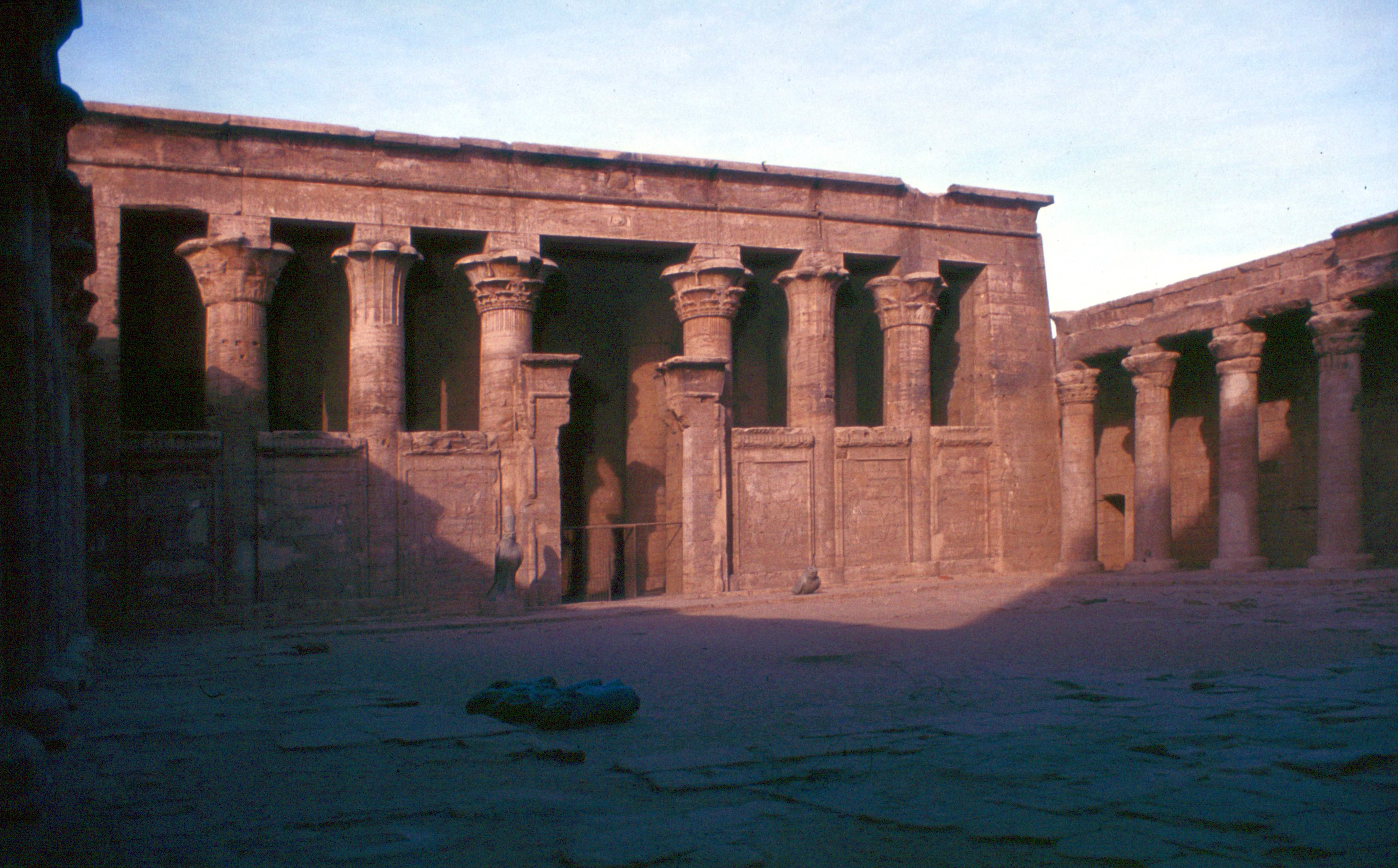
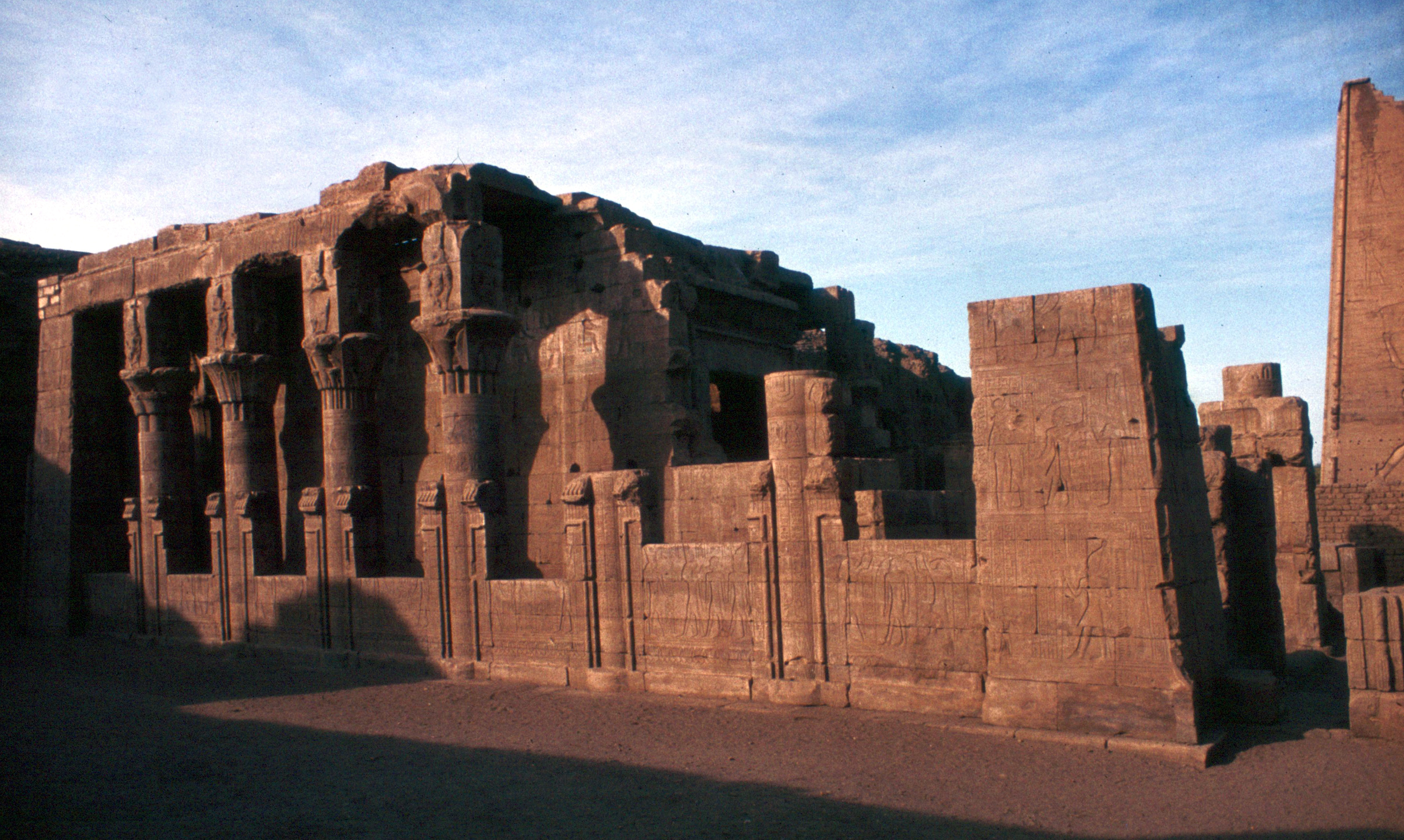
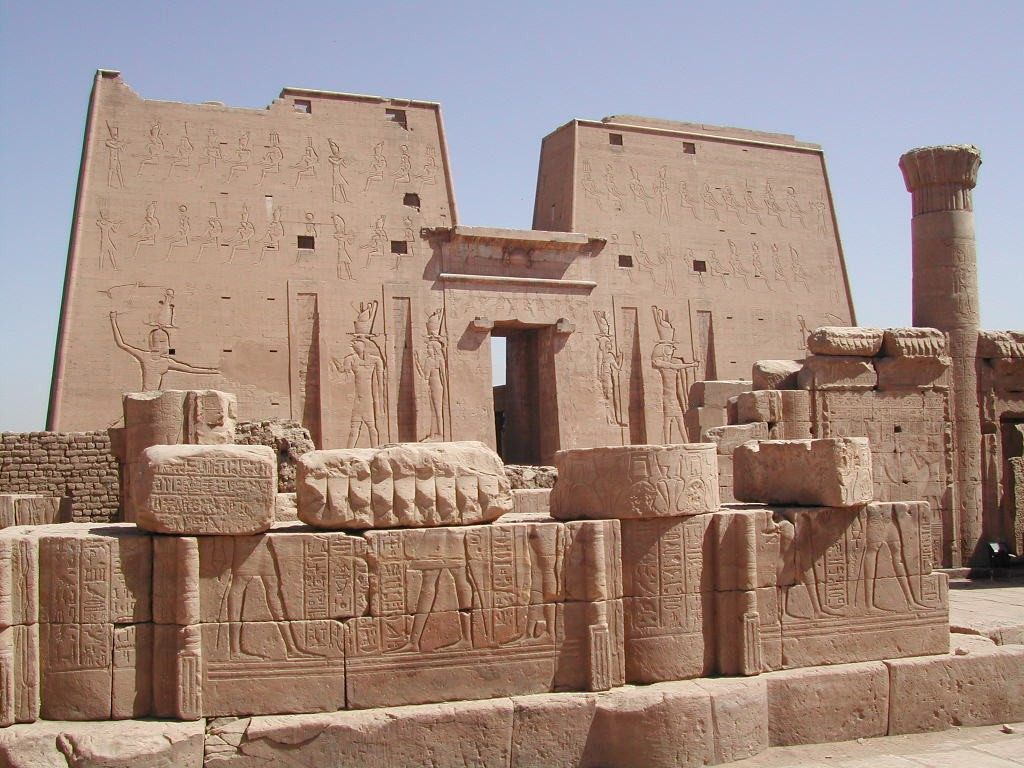
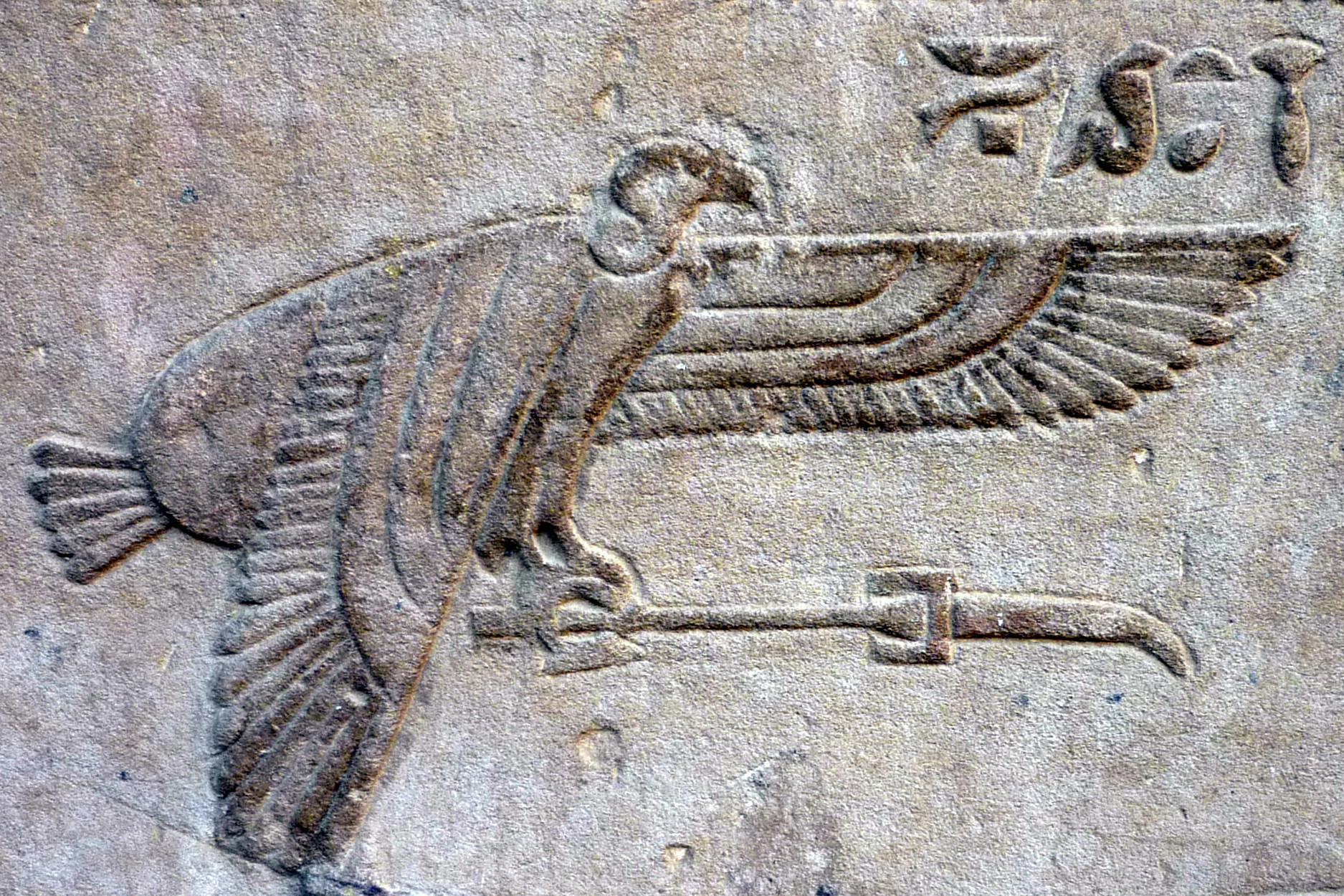
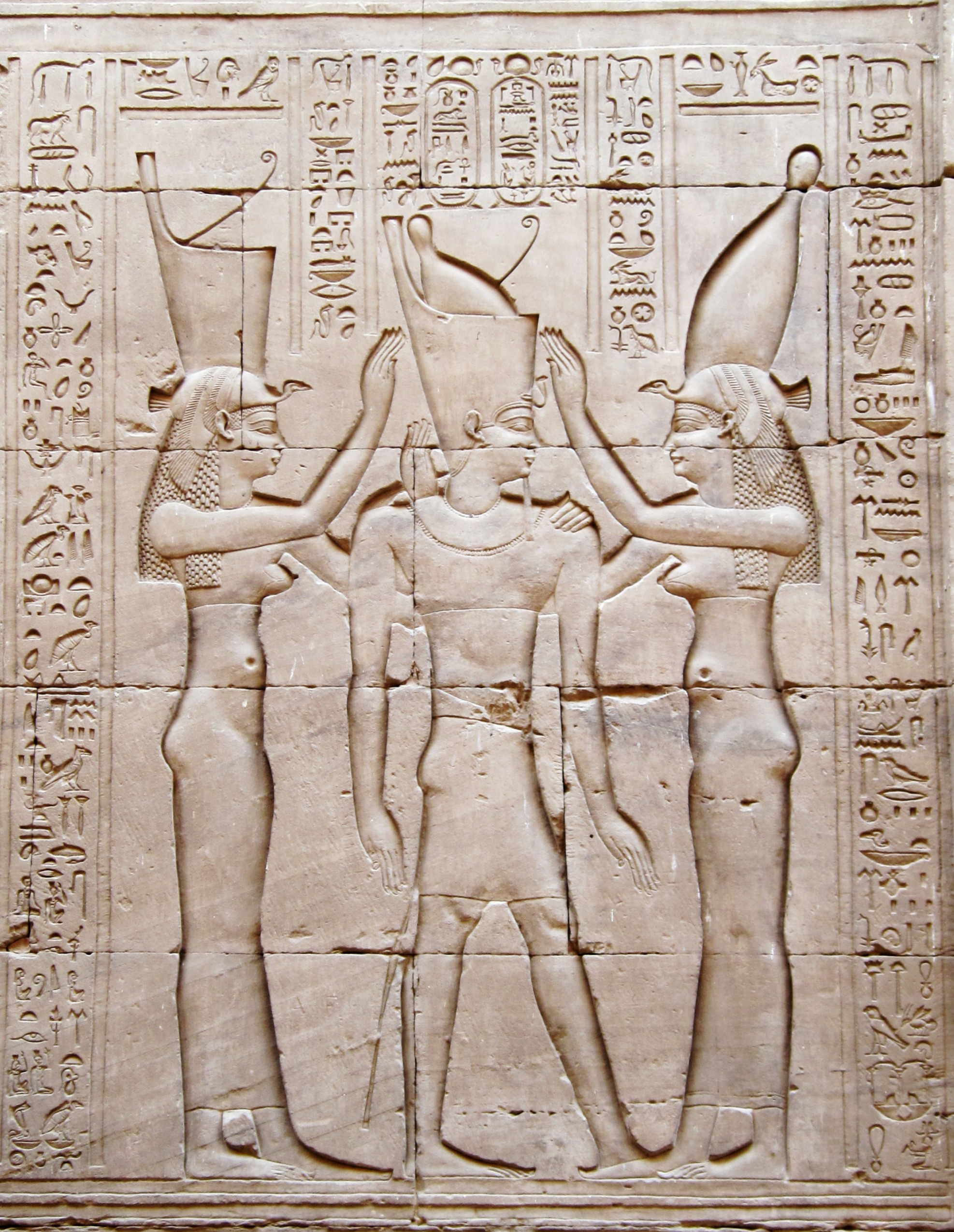
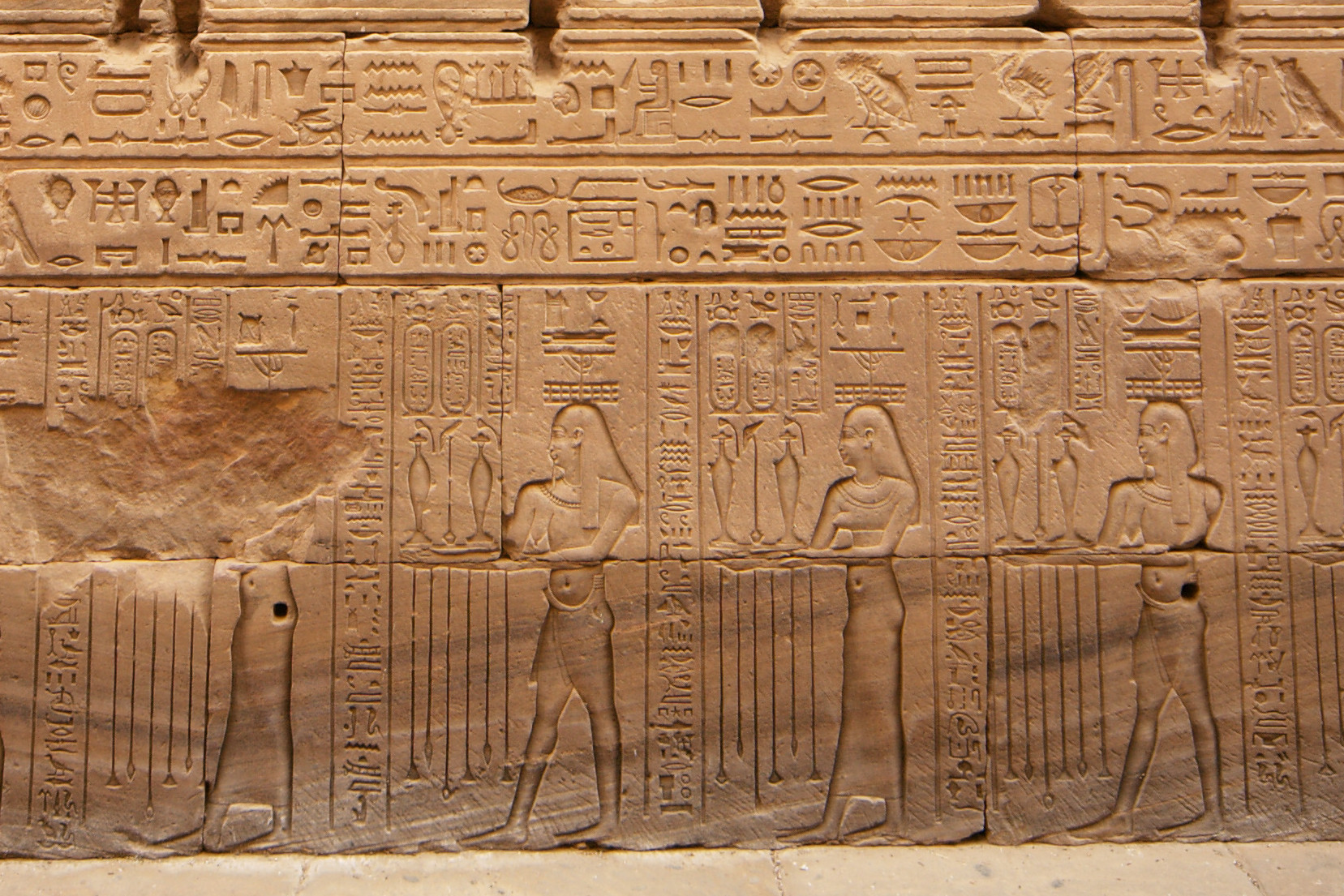
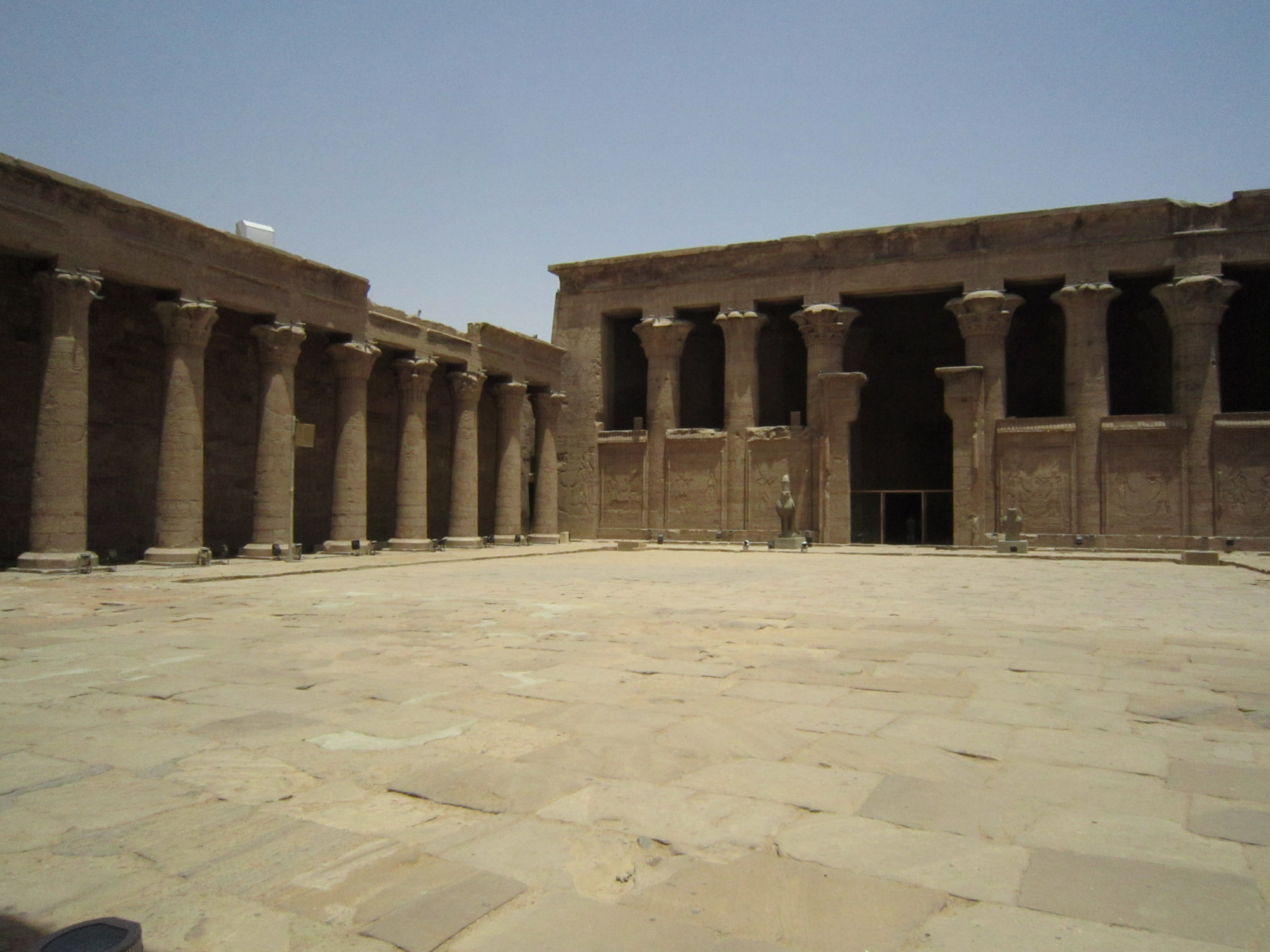